# Gilberto de Narbona
Gilberto de Narbona foi um conde visigodo e governante de Narbona. Governou em 750. Foi antecedido no governo por Abderramão ibne Uqueba e seguido por Milão de Narbona, conde também de origem visigoda.